# ديسنوميا
ديسنوميا (Dysnomia الاسم الرسمي: (136199) Eris I Dysnomia) هو قمر للكوكب القزم إريس اكتشفه مايك براون وفريق مرصد دبليو إم كيك، سمي نسبة لابنة الإلهة إريس الإغريقية.

## خصائص
قطر ديسنوميا قدر ما بين 350 و 490 كم على الرغم من أن مايكل براون يدعي أنه 500 أخفت وقطرة مابين 100 و 250 كم. وإذا افترضنا أن بياض ديسنوميا أقل بخمس مرات من إريس، فأن قطره سيكون 685 ± 50 كم، وهذا يعني أن ديسنوميا في حد ذاته على الأرجح جرم وراء نبتوني كبير نوعا ما.
ومن بين كواكب النظام الشمسي القزمة في وأقمار الكواكب الصغيرة، فقط شارون هو بالتأكيد أكبر من ديسنوميا.
وبالجمع بين ملاحظات كيك و هابل، استخدم القمر لتحديد كتلة إريس، وتم تقدير المعلمات المدارية. وحسبت فترتة المدرية لتكون 15.774 ± 0.002 يوم  وتشير هذه الملاحظات إلى أن مدار ديسنوميا دائري حول إريس نصف قطره 37350±140 كـم. وهذا يدل على أن كتلة ايريس تعادل 1.27 كتلة بلوتو.

## الإكتشاف والتسمية
أكتشف ديسنوميا في 10 سبتمبر 2005
 باستخدام البصريات المتكيفة في مرصد كيك في هاواي أثناء مراقبة ألمع أربعة أجسام في حزام كايبر (بلوتو، ماكيماك، هوميا، وإريس).
الاسم «ديسنوميا» كان اسم ابنة الإلهة الإغريقية إريس، وقد قبل بالإجماع كاسم للقمر التابع لكوكب إريس بواسطة أعضاء القسم F (مجموعة عمل تسمية النظام الكوكبي) ، وقد اقترح الاسم مايك براون نيابة عن فريق مكتشفي الكوكب. يقول براون انه اختاره للتشابه مع اسم زوجته ديان.